# Retournement natal dans la pensée de Martin Heidegger
Le « retournement natal » est la traduction de l'expression « vaterländische Umkehr » (littéralement « tournant patriotique ») empruntée par Martin Heidegger à Friedrich Hölderlin (1770-1843). C'est à partir de la poésie de Hölderlin que, dans les années 1930, Heidegger met au jour une puissance cachée de l'Être, une « tonalité fondamentale » qui en sous-main s'exerce en vue de rendre le Dasein à lui-même et la nation à son destin spécifique en recouvrant son être perdu.

## De Hölderlin à Heidegger

### Lavaterländische Umkehrde Hölderlin
C'est dans les Remarques sur Antigone, note Françoise Dastur, qu'apparaît l'expression vaterländische Umkehr. Dans la traduction en 1965 par François Fédier des Remarques sur Antigone de Hölderlin, vaterländische Umkehr est traduit par « retournement natal ». Traducteur de Martin Heidegger, François Fédier avait traduit en 1959 l'ouvrage de Beda Allemann Hölderlin et Heidegger (Hölderlin und Heidegger, Freiburg, 1954), où il indique en note dans sa préface que cette traduction « retournement natal » est « celle de Maurice Blanchot dans son remarquable article « Le tournant », in N.N.R.F., n°25, janvier 1955 »,
Quant à la signification, François Fédier rappelle que Heidegger écarte la signification d'attachement au sol natal du « pays de nos pères » qui serait à l'origine d'un sens patriotique, pour la signification de « pays du père »  (Vaterland).

### Approche du retournement natal chez Hölderlin et chez Heidegger
Dans le domaine de la relation de Heidegger à Hölderlin et notamment sur la question du « retournement natal » font autorité le livre de Beda Allemann Hölderlin et Heidegger (1954 / 1959) ainsi que l'ouvrage de Jean-François Mattéi, Heidegger et Hölderlin. Le Quadriparti (2001), plus centré sur la pensée de Heidegger .

#### Hölderlin et Heideggerde Beda Allemann
Sur le « retournement natal » chez les deux auteurs, Hölderlin et Heidegger (Hölderlin und Heidegger, 1954, traduction par François Fédier, 1959) de Beda Allemann est en effet l'ouvrage de référence pour les commentateurs ultérieurs de la relation de Heidegger à la poésie et pensée de Hölderlin, comme par exemple le philosophe heideggérien François Fédier, et à sa suite Françoise Dastur, puis Jean-François Mattéi en 2001.
La première partie du livre d'Allemann s'intitule « Friedrich Hölderlin. Le retournement natal », la deuxième « Martin Heidegger. Le Tournant », en troisième lieu, Allemann traite de « Heidegger et Hölderlin », enfin la quatrième et dernière partie porte sur « Heidegger et la critique littéraire ». Selon Jean-François Mattei, les deux premières parties de l'ouvrage de Beda Allemann tentent d'établir dans quelle mesure le rapprochement entre la pensée du « retournement natal » chez Hölderlin et le « Tournant » de Heidegger est pertinent, et si oui s'il y a filiation entre l'un et l'autre: « La thèse de Beda Allemann revient à établir que le retournement natal, le monde spirituel de Hölderlin, commande le virage de Heidegger afin d'ouvrir l'espace de jeu entre les dieux et les hommes », écrit Mattéi.
C'est la première partie du livre d'Allemann qui traite donc du « retournement natal » chez Hölderlin. Il y est question de La mort d'Empédocle, des textes de Hölderlin sur son Empédocle, des Remarques sur les traductions de Sophocle, des « lettres tardives » où le poète et penseur énonce sa théorie du « retournement natal », enfin des « poèmes de la terre natale ». Pour Allemann, tout le drame de l' Empédocle de Hölderlin tournerait autour d'une opposition entre les pôles de la Nature et de l'Art. Si dans un premier mouvement la mort du héros correspond à une « évasion » vers l'omniprésence et l'universalité de la Nature, un second mouvement entrevoit une possible « réconciliation » qui demande aussi son sacrifice.
Au chapitre sur « Empédocle et la mort » de la première partie, Allemann commence dès les premières lignes consacrées à « La mort d'Empédocle » par nous ramener dans la période d' Hypérion » de Hölderlin, à la phrase de celui-ci tirée d'un essai de préface pour Hypérion:« Nous unir à la Nature, c'est-à-dire à un Tout unique et infini, voilà le but de tous mes efforts ». Selon Françoise Dastur, Hölderlin partage alors avec tout l'« idéalisme allemand » l'aspiration à une fusion de l'âme avec le « Tout » de la nature, omniprésente chez le poète, nature à prendre ici au sens de la Phusis grecque, celle même en usage dans la Naturphilosophie.

#### Heidegger et Hölderlinde Jean-François Mattéi
Jean-François Mattéi conteste que « le monde spirituel de Hölderlin commande le virage de Heidegger » notamment en mettant en parallèle le « retournement natal » de Hölderlin avec le « tournant » de Heidegger. Mattéi va jusqu' à nier toute influence de Holderlin sur Heidegger, en ce sens que le philosophe n'aurait entrepris de commenter le poète que pour affermir son intuition originelle de l'être.
Selon Mattéi, « ce que Heidegger a cherché dans Hölderlin c'est moins le poète de la terre-mère que l'épreuve de la vérité de l'être ».

#### Heidegger et « le dernier dieu »
Heidegger a développé la théologie du « dernier dieu » à partir du thème de la fuite des anciens dieux, ( (die entflohenen Götter), qu'il a puisé dans l'œuvre du poète Hölderlin, dans une époque où la plainte sur l'« absence » ou le retrait des dieux, qui précède ou accompagne on ne sait, le retrait de l' Être, est devenue une plainte universelle, entraînant de ce fait une rupture d'équilibre dans la simplicité du « Quadriparti » et sans doute l'entrée du Monde en nihilisme.
Heidegger s'interroge sur la « tonalité fondamentale » qui pourrait favoriser le passage à un autre « commencement » et favoriser la venue du « dernier dieu », Le « dernier dieu », n'est pas, selon l'interprétation de Sylvaine Gourdain un dieu divin dans son sens classique, mais le signe « de la « possibilité » d'une ouverture au-delà du contexte étroit et étriqué de l'époque [...] ». Le « dernier dieu », renvoie à l'infinité des possibilités [...] à la richesse intarissable des possibilités de l' Ereignis, la mobilité inépuisable du sens, l'oscillation infinie des rapports entre l'homme et l'Être, la pluralité des mondes.
Sylvaine Gourdain, dans sa contribution, nous invite à aborder la notion de « dernier dieu » à travers le phénomène massif du Retrait de l'Être. « À l'époque actuelle de la Machenschaft, le retrait de l'Être signale d'abord l'inadéquation, désappropiation de l'Être qui se refuse dans un contexte global où l'étant n'est que sur le mode de la fonctionnalité, de l'utilité et de l'efficience »

## Mouvement et contre-mouvement

### Retournement natal et existence
Heidegger voit dans le «retournement natal », la tonalité qui permet de comprendre dans leur complexité, le comportement et la manière d'«être-au-monde » du Dasein dans un monde lui-même toujours changeant . « Heidegger emprunte à Hölderlin l'« idée de tonalité fondamentale » qui selon le poète a pour objet de saisir tout ce qui est essentiel et caractéristique, tous les enchaînements successifs en parvenant à reprendre dans leur connexion les parties composantes de cet enchaînement [...] Mais il va l'interpréter de façon plus audacieuse en l'appliquant au monde dans sa totalité et sa tonalité originelles, antérieures à toute constitution métaphysique » écrit Jean-François Mattéi.
Avec l'être-jeté, Heidegger connaissait depuis Être et Temps la situation de Unheimlichkeit, c'est-à dire d'un Dasein, , étranger à son monde, étranger à lui-même, et qui n'ayant constitutivement ni sol ni «patrie », est condamné à se perdre toujours plus dans le « On » . Ce mouvement faisait naître pour l'être-en-faute un sentiment de culpabilité qui par la « voix de la conscience » , impulsait un mouvement de retour en vue d'arracher le Dasein à l'emprise du «On ». Chez Hölderlin, ce mouvement prend la forme d'un violent désir de retour aux sources dont l'homme se sent séparé.
« Hölderlin fait l’impasse sur tout le folklore national, pour aller chercher dans une Grèce rêvée ce qui manque selon lui à l’Allemagne de son temps (tout comme son personnage, déçu de l’Allemagne), ouvrant la voie à la quête allemande de ce que le Grec possède en soi – et ce, afin de réintégrer ce que lui-même possède en propre mais qu’il ne peut pleinement exploiter » écrit Stéphane Cermakian.Le rapprochement entre la fuite du Dasein loin de lui-même pour se fondre dans le On et le rappel à l'ordre, en vue d'être soi-même, de la voix de la conscience dans Être et temps' et la nostalgie qui ressort de la poésie d'Hôlderlin s'impose tout naturellement.
Heidegger découvre chez Hölderlin avec le « retournement natal » une structure «originaire » unitaire plus complexe, composée simultanément d'un mouvement d'exil, (qu'il assimile à sonconcept de dévalment) et d'un mouvement de retour, vers son soi propre, encore plus essentiel, encore plus profond, une aspiration cachée à la plénitude de l'être. Ce contre-mouvement, véritable contre-point à l'ex-centricité de l'« être-au-monde », qui se manifeste par un perpétuel besoin de retour à la source. Ce mouvement de retour nous explique Françoise Dastur « ne doit plus alors être compris, comme le veut le schème idéaliste comme la simple remémoration et la venue à soi de l'esprit mais au contraire ( dans sa simultanéité) comme l'assomption de cette dimension et d'oubli qui est à l'origine même de son excentricité ».
Ce double mouvement, déjà pressenti dans Être et Temps, ne devient « retournement natal », tonalité fondamentale, que dans la seconde partie de la carrière du philosophe lorsque au contact d'Hölderlin, l"Être prend la main sur le « souci de Soi » qui commande le devancement de la première période.
Avec ce contre-mouvement, Heidegger parachève l'intuition qui lui est propre d'une existence emportée selon l'expression de Jean-François Mattéi dans le « tourbillon » du «On ». Le  devancement », par exemple, n'est plus qu'un moment du « retournement » qui n'est possible que dans la mesure où le Dasein déchu et perdu dans le «On » « s'en vient de toute nécessité, toujours déjà, jusqu'à soi »(Être et Temps, Vézin page 386).
La thèse ¨hôeldilienne de la simultanéité des deux mouvements à l'intérieur du « retournement » sera poussée à sa limite par Heidegger qui les fusionnera pour n'en faire plus qu'un.
Pour exprimer cette « tonalité fondamentale » universelle et cachée, le poète Hölderlin fait usage d'images et symboles poétiques qui évoquent la détresse du monde moderne privé des dieux sur lesquelles Heidegger est venu s'appuyer .
Selon Jean-François Mattéi il ne faut pas tirer de cette convergence entre le poète et le penseur entre le « retournement natal » et « tournant », l'idée que la pensée d'Heidegger se placerait sous la dépendance de la poésie d'Hölderlin.

### Processus
Françoise Dastur demande que l'on entende le « retournement natal » vaterländische Umkehr  de Hölderlin, non comme un appel trivial à revenir par nostalgie dans son pays d'origine, mais comme une invite à renouer avec son âme ou l'esprit de ses pères vaterland qui détermine le destin de tous ceux qui lui appartiennent. Il s'agit donc moins d'un renversement de direction ou de retour en arrière que de rentrer plus avant dans ce qui est essentiellement « natal » pour le mieux « entendre ». « Tous les courants de l'activité humaine ont en effet leur source dans la nature et y retournent, de sorte que l'être humain ne devrait jamais se considérer lui-même comme maître et seigneur de celle-ci, car s'il peut développer les forces créatrices, il ne peut nullement créer la force elle-même qui est éternelle ». Le poète — Hôlderlin le sait — ne parvient à être chez soi dans ce qui lui est propre qu'au bout d'une difficile traversée poétique qui le conduit d'abord à l'étranger, à la prise de conscience de qui lui est impropre dans l'exil. Pour s'approprier ce qu'ils ont en propre, les « étants » doivent traverser ce qui leur est étranger et ce retour n'est pas sans difficulté.
La symbolique du fleuve fait que l'homme acquiert un chez-soi grâce au passage par ce qui est étranger et dépaysant et il dévoile ainsi le fond essentiel de l'historialité de l'homme.[D'où la règle systématique qu'au commencement de leur histoire, les étants ne sont justement pas chez eux dans ce feu. Pour s'approprier ce qu'ils ont en propre, ils doivent traverser ce qui leur est étranger et ce retour n'est pas sans difficulté,.
L'humanité historique ne parvient pas, au commencement, à se mouvoir librement dans les possibilités ouvertes de son être. Elle est encore fermée au destin qui lui est assigné; aussi est-elle, d'une certaine manière, exclue de sa propre origine essentielle. Abandonné à lui-même, le « propre », n'étant pas encore libéré, menace de consumer l'esprit. Il faut passer par la jubilation du départ et séjourner à l'étranger « pour l'amour de ce qu'on a en propre »,.

### Loi de l'histoire
C'est une loi de l'histoire : le « propre » est le plus éloigné, le chemin vers le « propre » est le plus long et le plus ardu; et cela, non seulement parce que l'être le plus propre est difficile à trouver, mais aussi parce que le chemin du voyage dans le lieu de l'être historial requiert la plus haute et la plus riche connaissance. La reconquête de l’espace allemand dont le poète est exilé est un passage obligé pour Hölderlin s’il veut trouver ce que Heidegger a appelé « l’avenir de l’être historial des allemands.
En pensant par delà la « patrie », par delà l'essence de l'homme vers les dieux anciens, le poète se tient dans la direction à partir de laquelle l'« imprésumé » (l'inouï ), peut le frapper.

## Entendre le retournement natal
Il n'est pas facile de faire le départ entre ce qui dans la conception heidegérienne du « retournement natal » qui est l'objet de cet article, est dû à Holderlin ou est propre à Heidegger.
Le «retournement natal » d'après Heidegger , prend appui sur un trait essentiel qui caractérise le Dasein : à la fois étranger à son monde et étranger à lui-même, et qui n'ayant constitutivement ni sol ni « patrie », est néanmoins aux prises avec un mouvement de retour, une aspiration à la « plénitude » . Heidegger nomme l' Unheimlichkeit, ou « non appartenance  cet état, déjà repéré dans Être et Temps de 1927. En son fond le Dasein de l'« être-jeté » ne trouverait jamais de fondement, ni de sol « natal » il est Heimatlosigkeit , sans patrie ; le toujours « ne pas être chez soi » appartient à son essence la plus propre.Les sentiments de dispersion, d'éparpillement et de fuite, bien réels, semblent présupposer, dans les premières recherches, l'« existence », d'un pouvoir « être authentique », d'un lieu fait de spontanéité et de plénitude duquel nous nous serions détournés et vers lequel nous serions appelés à retourner.
Le dévalement, Die Verfallenheit, dans Être et temps, correspond à la « vie facticielle » qui se dissout et s'aliène dans la multiplicité et l'affairement, auquel tente de s'opposer un contre mouvement de retenue et de retour à l'unité. Le Dasein responsable de lui-même souffre d'un « verrouillage » du chemin d’accès à soi-même que lui impose l'opinion moyenne en l'enfermant dans des « évidences » qui se présentent comme un abri construit de fausses théories et d'illusoires sécurités, note Christian Sommer.
Heidegger découvre chez Hölderlin avec le « retournement natal » ce même contre-mouvement, ce perpétuel besoin de retour à la source. Françoise Dastur, lisant Hölderlin parle, à propos de cette source, d'une « patrie interdite, qui consume l'esprit, le menace dans son être ». Ce mouvement de retour nous explique Françoise Dastur « ne doit plus alors être compris, comme le veut le schème idéaliste comme la simple remémoration et la venue à soi de l'esprit mais au contraire comme l'assomption de cette dimension et d'oubli qui est à l'origine même de son excentricité ».

### Interprétation heideggérienne
En ce qui concerne la convergence des pensées de Heidegger et de Hölderlin se pose la question de la primauté et d'une éventuelle filiation. D'après Mattéi, plusieurs interprètes ont avancé que la structure poétique spécifique du « retournement natal » de Hölderlin aurait influencé le « tournant » (Kehre) de Heidegger, alors que Heidegger lui-même parle plutôt d'une affinité générique. Commenter Hölderlin, aurait simplement permis à Heidegger d’affermir son intuition originelle quant à la manière d'aborder « la question de l’être » qu'il aurait acquise bien antérieurement avec la lecture d'Aristote. Allemann mettrait en rapport le « retournement natal » de Hölderlin et le « tournant » de Heidegger, comme si le « retournement natal » et le « tournant » relevaient d'une même structure, ou d'une intention comparable: Mattéi conteste cette position car elle reviendrait, pour lui, à placer la pensée d'Heidegger sous la dépendance de la poésie d'Hölderlin.
Heidegger « met l'accent sur le fait que l'unique souci du poète, c'est de parvenir à se sentir chez soi dans ce qui lui est « propre », ce qui implique précisément que le chez soi ne soit pas une donnée de départ et qu'il faille d'abord pour y atteindre passer par une explication avec l'étranger » écrit Françoise Dastur
« Le penseur découvre auprès du poète Hölderlin, l'Être d'une nouvelle façon : comme le domaine de l'« Indemne » qui ne se donne qu'en se soustrayant, le clair qui laisse tout avancer en son paraître et rayonner, qui accorde l'Ouvert à l'intérieur duquel immortels et mortels, ainsi que toutes choses peuvent se rencontrer [...] la proximité ne demeure que si elle s'éloigne sans cesse en elle-même. La « sauvegarde » est le cœur de la vérité de l'être et le sens du sacré. La présence qui demeure c'est la présence qui se retire qui retourne en elle-même pour préserver sa venue » écrit Emilio Brito.
Le penseur interprète les poésies fluviales (Neckar, Ister, Rhin) et l'imagerie irréversible des « ondes de la patrie » comme les vecteurs qui portent au loin la nostalgie du retour vers la patrie perdue. D'après Françoise Dastur, ce dont il s'agit chez Heidegger c'est de nous éveiller, et de nous préparer à cet éveil qui« nous reconduirait à notre lieu « natal », à cette Heimat à laquelle nous appartenons et où nous demeurons toujours déjà à notre insu ».
Pour Françoise Dastur, « il n'y a pas un premier mouvement d'arrachement à la patrie, auquel succéderait un second mouvement par lequel il y serait fait retour: « Hölderlin comprend la patrie comme l'incarnation du principe paternel, l'éther, dépourvu de forme et doué d'ubiquité, qui, par l'intermédiaire du principe maternel, la terre, trouve lieu et corps dans un territoire ». Il y aurait deux mouvements strictement contemporains, puisque provenir de cette source avec laquelle il n'a de fait jamais coïncidé ne peut signifier pour cet être intrinsèquement historique qu'est l'homme que revenir à elle. Ce que Hölderlin découvre c'est que l'homme est « un être éminemment historique, à savoir son absence originelle à l'égard de toute patrie ». Parce que l'origine, la source, n'existe nullement à l'état séparé, elle ne peut se montrer que dans ce qui surgit d'elle et donc que sous le visage de la « privation » et du « renfermement » »,. C'est pourquoi Hölderlin parle à ce propos « d'expérience la plus haute en même temps que la plus difficile (à savoir) le libre usage de ce qui nous est propre ».
Le « retournement natal » « ne dit pas la démarche de celui qui renversant sa direction première, revient sur ses pas, Heimkunft n'est pas Heimkehr. Il s'agit plutôt d'entrer plus avant dans le pays natal, de prêter une meilleure attention à ce qui est essentiellement natal, pour le mieux comprendre »-. « Le thème fondamental sous-jacent d' Hypérion est la recherche d'un chemin permettant de retrouver l'unité perdue avec la nature dont la Grèce antique est le symbole, alors que dans les temps modernes l'être humain fait au contraire l'expérience fondamentale de la séparation avec la nature et de l'absence du divin »,. Ce qui est ainsi aussi affirmé avec ce thème du « Retournement », c'est que l'Être a besoin pour s'incarner d'un « lieu » et d'un « corps ».
À l'instar du poète Holderlin, Heidegger « ne voit pas dans la patrie une idée abstraite et supra-temporelle en soi mais une entité affectée d'un sens originairement « historial » ». Heidegger appelle « patrie» la proximité de l'Être qui est en même temps le « là » de « être-là », ce que le mouvement de retrait de l'être, perceptible notamment dans l'usure de la langue, conduit à penser comme une situation d'« absence de patrie »

### L'impulsion hölderlinienne
Heidegger découvre d'abord chez Hölderlin avec le « retournement natal » une structure originaire plus complexe, composée simultanément d'un mouvement de chute et d'un mouvement de retour, encore plus essentiel, encore plus profond, une aspiration cachée à la plénitude de l'être. Ce contre-mouvement, véritable contre-point à l'ex-centricité de l'« être-au-monde », qui se manifeste par un perpétuel besoin de retour à la source.
Ce mouvement de retour nous explique Françoise Dastur « ne doit plus alors être compris, comme le veut le schème idéaliste comme la simple remémoration et la venue à soi de l'esprit mais au contraire ( dans sa simultanéité) comme l'assomption de cette dimension et d'oubli qui est à l'origine même de son excentricité ». D'autre part Heidegger découvre chez Hölderlin un extraordinaire approfondissement du fond. Avec Hölderlin c'est toute le nature qui est en exil.
Françoise Dastur demande que l'on entende « retournement natal », à l'inverse de sa traduction littérale, non comme un appel trivial à revenir par nostalgie dans son pays d'origine, mais comme une invite à renouer avec son âme ou l'esprit de ses pères (Vaterland) qui détermine le destin de tous ceux qui lui appartiennent.
La Lettre sur l'humanisme donne ensuite l'occasion à Heidegger, en reprenant un « dire » de Héraclite, [fragment èthos anthropô daimôn], de revenir sur l'une des thèses les plus obscures d’Être et Temps, celle qui affirme que la familiarité est un mode de l'étrangeté, de l'Unheimlichkeit au sens où le Dasein ne trouve jamais son chez soi et que le « ne pas être chez soi » appartient essentiellement à son être au monde,. Ce qui est rapporté d’Héraclite c'est son dire sur la présence du divin, y compris au séjour le plus familier de l'homme, c'est-à-dire selon l'interprétation de Heidegger que, là aussi, il y a de l'insolite et de la déchirure dont l'homme ne peut absolument pas se défaire et qui empêche à jamais la vie de jouir en toute quiétude d'elle-même. La pensée qui pense ainsi le séjour inquiet de l'homme comme « errance » et « ouverture » à l'étrangeté est la vérité de l'Éthique ; l'homme ne peut constitutivement se renfermer sur lui-même.
Avec la Unheimlichkeit, traduit par l'expression « non appartenance », Heidegger vise un trait essentiel du Dasein comme quoi il reste fondamentalement toujours un étranger, étranger à son monde comme à lui-même. En son fond le Dasein de l'« être-jeté » ne trouve jamais de fondement, ni de sol « natal » il est Heimatlosigkeit , sans patrie ; le toujours « ne pas être chez soi » appartient à son essence la plus propre. qui détermine le destin de tous ceux qui lui appartiennent.
« Ce que Heidegger a cherché dans Hölderlin c'est moins le poète de la terre-mère que l'épreuve de la vérité de l'être ».

## Retournement natal et destin

### La « destination » de l'homme
S'agissant de l'être individuel, il ressort de tout l'enseignement précédent d'Heidegger, que le Dasein est le plus souvent immergé dans la préoccupation quotidienne, n'est pas lui-même, n'existe pas de manière authentique. De la même manière, la communauté, l'être collectif historique perd progressivement au cours du temps son âme. « La déchéance du Dasein historique suit la pente naturelle où après le prêtre, le temple est frappé d'abandon, l'image des dieux d'oubli et le rite d'indifférence [...] la relation décisive d'un peuple à son destin ne sera pas instaurée, ou restaurée par un retour académique au passé avec la création de chaires d'ethnologie et de préhistoire » note Jean-François Mattéi, dans le regard nostalgique que porte Heidegger sur l'Allemagne moderne.
Dans la mesure où il a un rapport privilégié à l'étant comme tel, l'homme est celui qui est ouvert à ce qui lui est envoyé, destiné; il est, dans son être-homme, affecté au destin. Dans la mesure où il est ouvert au destin, l'homme est historial; c'est seulement parce qu'il est, qu'il peut «avoir» une histoire.
Avec la thèse du retournement, toute la pensée d'Heidegger est dominée par l'idée de « destin ». Heidegger en quête d'une autre approche de l'essence humaine profite de la Lettre sur l'humanisme pour préciser son concept de Dasein. « Le Dasein est l'étant que nous sommes et qui est destiné par l'être à séjourner dans l'éclaircie de l'être » . L'être humain n'est plus cet être qui a la capacité à sortir de soi mais celui qui a à répondre à la revendication de l'être. « Se tenir dans l'éclaircie de l'être c'est ce que j'appelle l'ek-sistence de l'homme » déclare Heidegger (page 57). Le Dasein devient l'ouvert pour l'ouverture de l'être et c'est dorénavant l'Être lui-même qui destine l’être-le-là (voir le Dasein) à son essence.
Ce que l'homme a « à être », ce n'est pas l'idée générale et abstraite de l'homme par rapport à la multiplicité des hommes réels, mais la finalité qui est proposée comme tâche à chaque homme

### La « destination » du peuple
C'est aux notions d'« histoire essentielle » ou de « destin » que peut s'accoupler le concept de « retournement natal »
Dans le langage d'Heidegger le terme de Geschichte glisse vers la signification d'histoire essentielle, celle où se jouent les événements décisifs. En puisant dans les ressources de l'allemand, Heidegger rapproche Geschichte des termes Geschick qui signifie « envoi » (lancement, mise en route) et Schicksal que l'on peut traduire par « destin ». « Geschicklich désigne : ce qui constitue notre partage ( notre héritage) et où il y va de notre sort ».
« L'histoire que veut penser Heidegger, la Geschichte, c'est l'histoire de ce qui nous est envoyé ou destiné depuis l'origine et qui ainsi nous détermine à notre insu » souligne Marlène Zarader. . « Notre être est «historial », au sens de ce qui est reçu à partir de ce qui n'a jamais cessé d'être ». Le Dasein est inséparable de sa génération et de ce fait il a des prédécesseurs et des héritiers (§ 6). Mais aussi, existant, le passé, mon passé est déposé en moi constitutif de ce que peut être mon être. « L'« historialité » désigne le fait que l'insertion du Dasein dans une histoire collective appartient à son être même et le définit » selon le résumé qu'en donne Marlène Zarader.
Françoise Dastur demande que l'on entende le « retournement natal » vaterländische Umkehr  de Hölderlin, non comme un appel trivial à revenir par nostalgie dans son pays d'origine, mais comme une invite à renouer avec son âme ou l'esprit de ses pères vaterland qui détermine le destin de tous ceux qui lui appartiennent. Il s'agit donc moins d'un renversement de direction ou de retour en arrière que de rentrer plus avant dans ce qui est essentiellement « natal » pour le mieux « entendre ». « Tous les courants de l'activité humaine ont en effet leur source dans la nature et y retournent, de sorte que l'être humain ne devrait jamais se considérer lui-même comme maître et seigneur de celle-ci, car s'il peut développer les forces créatrices, il ne peut nullement créer la force elle-même qui est éternelle ». Heidegger précise sa conception : « se destiner (sich schicken), signifie se mettre en route, pour s'ajointer à la directive indiquée et qu'attend un autre destin voilé ».

## Le pays natal
Vaterländische Umkehr  , « pays du père » en lieu et place de pays des pères ou pire « patriotique », selon François Fédier. « Dans la Lettre sur l'humanisme Heidegger affirme que ce qu'il nomme Heimat, lieu natal, n'a pas un sens patriotique, mais relève uniquement de l'histoire de l'être ». Pays du père du « retournement natal » vaterländische Umkehr  appelé aussi « patrie » dans le sens tout spécial que lui donne Heidegger. La « patrie » n'est pas simplement le sol natal ou le paysage familier mais la « puissance de la terre », sur laquelle l'homme habite en poète. Pour Jean Greisch, il s'agit d'un autre « lieu métaphysique » celui du « possible » survenant dans le réel pour y fonder une nouvelle signification et la terre une terre « seconde » que l'homme pourra habiter en poète.